# Малиновка (Медведевский район)
Малиновка (мар. Эҥыжсола) — деревня в Медведевском районе Республики Марий Эл. Входит в состав Руэмского сельского поселения.

## География
Находится на расстоянии приблизительно 3 км на юг от западной границы районного центра поселка Медведево.

## История
Основана в 1931 году как хутор деревни Лапсола. В советское время работал колхоз «Малиновка» и сельхозопытная станция. В деревне проживали 60 человек (1961).

## Население
Население составляло 12 человек (мари 83 %) в 2002 году, 14 в 2010.